# Ancelle del Signore di Ajmer
Le Ancelle del Signore di Ajmer (in inglese Handmaids of the Lord, o semplicemente Prabhudasi Sisters; sigla P.S.A.) sono un istituto religioso femminile di diritto pontificio.

## Storia
La congregazione fu fondata nel 1906 dal missionario cappuccino francese Fortunat-Henri Caumont, futuro vescovo di Ajmer.
L'istituto fu canonicamente eretto in congregazione religiosa il 7 gennaio 1936 ed è aggregato all'ordine cappuccino dal 19 ottobre 1962.

## Attività e diffusione
Le suore si dedicano alle opere di carità.
Oltre che in India, sono presenti in Germania e Italia; la sede generalizia è ad Ajmer.
Alla fine del 2015 la congregazione contava 497 religiose in 62 case.